# División de Honor 1994-1995 (hockey su pista)
La División de Honor 1994-1995 è stata la 26ª edizione del torneo di primo livello del campionato spagnolo di hockey su pista. Il titolo è stato vinto dall'Igualada per la quarta volta nella sua storia.

## Squadre partecipanti
| Club            | Stagione | Città                    | Impianto                    | Stagione precedente                              |
| --------------- | -------- | ------------------------ | --------------------------- | ------------------------------------------------ |
| Areces          | dettagli | Grado                    |                             | In Primera Division, promosso                    |
| Barcellona      | dettagli | Barcellona               | Palau Blaugrana             | 2º in División de Honor                          |
| Blanes          | dettagli | Blanes                   |                             | 10º in División de Honor, retrocesso e ripescato |
| Flix            | dettagli | Flix                     |                             | 5º in División de Honor                          |
| Horta           | dettagli | Barcellona               |                             | In Primera Division, promosso                    |
| Igualada        | dettagli | Igualada                 | Poliesportiu Les Comes      | 1º in División de Honor, campione di Spagna      |
| Liceo La Coruña | dettagli | La Coruña                | Pazo dos Deportes de Riazor | 3º in División de Honor                          |
| Maçanet         | dettagli | Maçanet de la Selva      |                             | 9º in División de Honor                          |
| Piera           | dettagli | Piera                    |                             | In Primera Division, promosso                    |
| Reus Deportiu   | dettagli | Reus                     | Pavelló Olímpic de Reus     | 8º in División de Honor                          |
| Tordera         | dettagli | Tordera                  |                             | 4º in División de Honor                          |
| Vendrell        | dettagli | El Vendrell              |                             | In Primera Division, promosso                    |
| Vic             | dettagli | Vic                      | Pavelló Olímpic             | 7º in División de Honor                          |
| Vilafranca      | dettagli | Vilafranca del Penedès   |                             | In Primera Division, promosso                    |
| Vilanova        | dettagli | Vilanova i la Geltrú     | Pavelló de les Casernes     | 12º in División de Honor, retrocesso e ripescato |
| Voltregà        | dettagli | Sant Hipòlit de Voltregà |                             | 6º in División de Honor                          |

## Prima Fase

### Girone A
|  | Pos. | Squadra         | Pt | G  | V  | N | P  | GF | GS  | DR  |
|  | ---- | --------------- | -- | -- | -- | - | -- | -- | --- | --- |
|  | 1.   | Igualada        | 27 | 14 | 13 | 1 | 0  | 73 | 22  | +51 |
|  | 2.   | Piera           | 18 | 14 | 9  | 0 | 5  | 57 | 34  | +23 |
|  | 3.   | Liceo La Coruña | 17 | 14 | 8  | 1 | 5  | 59 | 59  | 0   |
|  | 4.   | Tordera         | 15 | 14 | 7  | 1 | 6  | 62 | 43  | +19 |
|  | 5.   | Vic             | 14 | 14 | 6  | 2 | 6  | 61 | 50  | +11 |
|  | 6.   | Maçanet         | 13 | 14 | 5  | 3 | 6  | 41 | 51  | -10 |
|  | 7.   | Vendrell        | 8  | 14 | 3  | 2 | 9  | 44 | 61  | -17 |
|  | 8.   | Vilanova        | 0  | 14 | 0  | 0 | 14 | 29 | 106 | -17 |

Legenda:
  Partecipa alla poule titolo.
  Partecipa alla poule salvezza.
Note:
Due punti a vittoria, uno a pareggio, zero a sconfitta.

### Girone B
|  | Pos. | Squadra       | Pt | G  | V  | N | P  | GF | GS | DR  |
|  | ---- | ------------- | -- | -- | -- | - | -- | -- | -- | --- |
|  | 1.   | Reus Deportiu | 22 | 14 | 10 | 2 | 2  | 58 | 30 | +28 |
|  | 2.   | Barcellona    | 21 | 14 | 10 | 1 | 3  | 77 | 34 | +43 |
|  | 3.   | Voltregà      | 15 | 14 | 6  | 3 | 5  | 38 | 42 | -4  |
|  | 4.   | Flix          | 15 | 14 | 6  | 3 | 5  | 46 | 42 | +4  |
|  | 5.   | Blanes        | 12 | 14 | 3  | 6 | 5  | 45 | 57 | -12 |
|  | 6.   | Vilafranca    | 11 | 14 | 5  | 1 | 8  | 39 | 45 | -6  |
|  | 7.   | Horta         | 11 | 14 | 3  | 5 | 6  | 31 | 49 | -18 |
|  | 8.   | Areces        | 5  | 14 | 1  | 3 | 10 | 35 | 70 | -35 |

Legenda:
  Partecipa alla poule titolo.
  Partecipa alla poule salvezza.
Note:
Due punti a vittoria, uno a pareggio, zero a sconfitta.

## Seconda Fase

### Girone titolo
|                   | Pos. | Squadra         | Pt | G  | V  | N | P  | GF | GS | DR  |
| ----------------- | ---- | --------------- | -- | -- | -- | - | -- | -- | -- | --- |
| Spagna (bandiera) | 1.   | Igualada        | 22 | 14 | 11 | 0 | 3  | 56 | 37 | +19 |
|                   | 2.   | Barcellona      | 21 | 14 | 10 | 1 | 3  | 58 | 30 | +28 |
|                   | 3.   | Reus Deportiu   | 16 | 14 | 6  | 4 | 4  | 57 | 40 | +17 |
|                   | 4.   | Liceo La Coruña | 12 | 14 | 5  | 2 | 7  | 40 | 52 | -12 |
|                   | 5.   | Voltregà        | 12 | 14 | 5  | 2 | 7  | 32 | 48 | -16 |
|                   | 6.   | Tordera         | 11 | 14 | 4  | 3 | 7  | 43 | 44 | -1  |
|                   | 7.   | Flix            | 10 | 14 | 5  | 0 | 9  | 34 | 52 | -18 |
|                   | 8.   | Piera           | 8  | 14 | 4  | 0 | 10 | 29 | 49 | -20 |

Legenda:
  Vincitore della Coppa del Re 1995.
      Campione di Spagna e ammessa alla Coppa dei Campioni 1995-1996.
      Ammessa alla Coppa dei Campioni 1995-1996.
      Ammessa alla Coppa delle Coppe 1995-1996.
      Ammesse alla Coppa CERS 1995-1996.
Note:
Due punti a vittoria, uno a pareggio, zero a sconfitta.

### Girone retrocessione
|  | Pos. | Squadra    | Pt | G  | V | N | P  | GF | GS | DR  |
|  | ---- | ---------- | -- | -- | - | - | -- | -- | -- | --- |
|  | 1.   | Vic        | 19 | 14 | 8 | 3 | 3  | 69 | 34 | +35 |
|  | 2.   | Blanes     | 19 | 14 | 8 | 3 | 3  | 51 | 47 | +4  |
|  | 3.   | Vilafranca | 18 | 14 | 8 | 2 | 4  | 53 | 40 | +13 |
|  | 4.   | Maçanet    | 17 | 14 | 8 | 1 | 5  | 55 | 49 | +6  |
|  | 5.   | Horta      | 15 | 14 | 6 | 3 | 5  | 45 | 43 | +2  |
|  | 6.   | Areces     | 12 | 14 | 5 | 2 | 7  | 44 | 57 | -13 |
|  | 7.   | Vendrell   | 10 | 14 | 4 | 2 | 8  | 46 | 50 | -4  |
|  | 8.   | Vilanova   | 2  | 14 | 1 | 0 | 13 | 30 | 73 | -43 |

Legenda:
      Retrocesse in Primera Division 1995-1996.
Note:
Due punti a vittoria, uno a pareggio, zero a sconfitta.